# Slash Records
Slash Records est un label discographique américain, fondé en 1978 à Los Angeles par Bob Biggs. Le premier enregistrement sorti avec Slash Records fut un vinyle du groupe The Germs, et le label continua avec d'autres groupes de punk locaux. Le label fut fermé en 2000 car Universal Music venait d'acheter PolyGram, qui était en possession de Slash Records. En 2003, le label fut relancé par Bob Biggs.

## Artistes de Slash Records
- Burning Spear
- Dream Syndicate
- Failure
- Faith No More
- Fear
- Field Trip
- GRADUATION DAY
- Green on Red
- Gun Club
- Gun Bunnies
- Harvey Danger
- Imperial Teen (en)
- L7
- Los Lobos
- Plugz
- Rammstein
- Soul Coughing
- The Blasters
- BoDeans
- The Germs
- Tribe
- The Misfits
- Violent Femmes
- X

## Sources
- "Slash Records revived in LA and NY", The DIY Reporter, 20 juin, 2003.
- "Bigg News! The Return Of Bob Biggs And The Rebirth Of Slash Records" interview avec Bob Briggs par Shaun Dale, Cosmik Debris Magazine #98, Septembre 2003.